# Hôtel de la Caisse d'épargne de Valence
L’hôtel de la Caisse d’épargne est un bâtiment de la fin du XIXe siècle dessiné par Joannis Rey situé à Valence, en France.

## Situation et accès
L’édifice est situé au no 1 de la place Aristide-Briand, au nord du quartier Calvaire-Hugo de Valence, et plus largement au nord-ouest du département de la Drôme.

## Histoire

### Inauguration
La cérémonie d’inauguration a lieu le 2 janvier 1893, sous la présidence de Perret, président du conseil d'administration de la Caisse d’épargne, aux côtés notamment de l’administrateur et conseiller municipal Joulie ainsi que de Dupont.

## Structure
Les deux statues aujourd'hui disparues sont de Paul-Émile Millefaut.